# Islamiska erövringen av Sicilien
Islamiska erövringen av Sicilien syftar på de arabisk-muslimska Aghlabidernas erövring av det Bysantinska Sicilien mellan 827 och 902.  
Från 652 och framåt utsattes det Bysantinska Sicilien (535-827) för räder från det aghlabidiska Ifriqiya (Tunisien). År 826 
hamnade en bysantinsk ämbetsman på Sicilien, Euphemius, i konflikt med den bysantinska kejsaren. Euphemius flydde till Ifriqiya och erbjöd framgångsrikt Ziyadat Allah I av Ifriqiya Sicilien i utbyte mot beskydd.
Scilien invaderades av Aghlabiderna året därpå och erövringen ägde rum från 827 till 902. Palermo belägrades 830-831 och blev sedan huvudstad i det aghlabidiska Sicilien; Messina togs 843, Syrakusa 878, och Taormina 902. 